# 北海道ニセコ高等学校
北海道ニセコ高等学校（ほっかいどうにせここうとうがっこう、英: Hokkaido Niseko High School）は、北海道虻田郡ニセコ町にある公立（町立）の高等学校。正式名称はニセコ町立北海道ニセコ高等学校。
「自分の幸福な未来（well-being）の実現を通して、より良い地域を他者と協働して創造することができる人を育てる。」を教育目標とする。
ニセコ町や自分の関心のある地域に対して誇りや深い思い入れをもち、世界とのつながりを意識しながら、自分自身が関わって地域を良くしていこうとする自負心を持つ「シビックプライドを持ったグローバル人材」を育てたい生徒像とする。
昼間定時制で3年で卒業できるが、希望者は4年生に進級し、最大6ヶ月間、提携しているマレーシアのYTL International College of Hotel Management(YTL-ICHM)に留学し、YTLホテルズのリッツ・カールトン系列のホテルでのインターンシップが可能。
グローバルなニセコ町を学びのフィールドとして、地域や大学と連携しながら、国際基準を踏まえた「持続可能な農業」や「持続可能な観光」の視点から、ニセコ町のまちづくりについて探究する。
2024年度からは、データやAIを活用して地域課題を探究する起業家教育とNISEKO World Village（英語村）を中核とする国際教育を特色とする。
2024年4月に、文部科学省高等学校DX加速化推進事業（DXハイスクール）採択。

## 設置学科
- 緑地観光科
  - アグリフードコース
  - グローバル観光コース

## 沿革
- 1948年 - 北海道倶知安農業高等学校の狩太分校として開校
- 1952年 - 北海道狩太高等学校として独立
- 1964年 - 北海道ニセコ高等学校と改称
- 1992年 - 校舎改築落成
- 1964年 - 北海道ニセコ高等学校と改称
- 1989年 - 農業科に農業科学コース及び観光リゾートコースを開設、修業年限３年以上に変更
- 1990年 - 緑地観光科認可
- 2013年 - マレーシアYTLホテルズとの連携協定調印
- 2021年 - 観光リゾートコースをグローバル観光コースへ変更、制服改訂、Chromebook導入
- 2022年 - 農業科学コースをアグリフードコースへ変更
- 2024年 - 文部科学省「高等学校DX加速化推進事業（DXハイスクール）」に採択
- 2026年 - 起業家教育と国際教育を特色とする進学型単位制総合学科を設置予定